# Gotabaja Radžapaksa
Gotabaja Radžapaksa (tamilsky கோட்டாபய ராஜபக்ச; * 20. června 1949 Palatuwa, Srí Lanka) byl v pořadí osmým prezidentem Srí Lanky a vrchním velitelem srílanských ozbrojených sil. Do úřadu nastoupil 18. listopadu 2019 a opustil jej po rozsáhlých demonstracích kvůli ekonomickému kolapsu v zemi dne 14. července 2022.

## Životopis
Pochází z politicky aktivní rodiny. Jeho otec Don Alwin Radžapaksa byl poslancem parlamentu a ministrem ve vládě premiéra Vijayanandy Dahanayake. Je pátý z celkem devíti dětí a jeho bratr Mahinda Radžapaksa byl šestým prezidentem Srí Lanky od roku 2005 do ledna 2015. Po střední škole v Kolombu studoval vojenskou vědu na University of Madras, kde v roce 1983 získal magisterský titul. Poté absolvovala postgraduální kurz informačních technologií na University of Colombo, kde dostal diplom.
Gotabaja se připojil k srílanské armádě v roce 1971 a dokončil výcvik na důstojníka. Během Občanské války na Srí Lance byl v 80. a 90. letech několikrát obsluhován vojenskými příkazy. V roce 1998 se se svou rodinou přestěhoval do Kalifornie, kde pracoval jako správce systému v Loyola Law School. Když se jeho bratr Mahinda Radžapaksa stal v roce 2005 prezidentem Srí Lanky, působil od listopadu téhož roku jako ministr obrany Srí Lanky. Byl terčem pokusu o atentát v prosinci 2006 sebevražedným atentátníkem z Tamilských tygrů. Ministrem obrany vykonával do doby, když se novým prezidentem stal v roce 2015 Maithripala Sirisena.
Během svého působení jako ministr obrany byl obviněn z odpovědnosti za válečné zločiny, mučení a násilné zmizení, což popřel. Dne 18. listopadu 2011 soud odsoudil generála Saratha Fonseku, který se po občanské válce přesunul do politiky a v prezidentských volbách v roce 2010 byl protikandidátem Mahinda Radžapaksa. Saratha byl obviněn z nepravdivých obvinění proti Gotabaji Radžapaksovi, protože „šířil zvěsti a způsoboval veřejný zmatek" a dostal tři roky vězení.
V roce 2019 byl Gotabaja v Kalifornii obviněn z mučení a zavraždění srílanského novináře, politika a aktivisty za lidská práva Lasanthy Wickrematungeho.
Když jeho bratr, bývalý prezident Mahinda Radžapaksa, nemohl kvůli omezenému období znovu kandidovat, naděje stoupenců Radžapaksy se zaměřila na Gotabaja. Dne 26. dubna 2019 veřejně prohlásil svou kandidaturu v nadcházejících prezidentských volbách. Při prezidentských volbách konaných 16. listopadu 2019 Gotabaya zvítězil s 52,25% hlasů. Do funkce byl inaugurován 18. listopadu 2019 a když 21. listopadu odstoupil premiér Ranil Wickremesinghe, jmenoval svého bratra Mahinda Radžapaksa za předsedu vlády.
V červenci 2022 rezignoval přes e-mail na funkci prezidenta země poté, co Srí Lanka ekonomicky zkolabovala, když nebyla schopna splácet své závazky. Při rozsáhlých demonstracích uprchl již o několik dní dříve z prezidentského sídla jen krátce předtím než do něj vnikli demonstranti. Radžapaksu nahradil téhož dne ve funkci Ranil Vikremesinge, který byl následně dne 20. července srílanským parlamentem zvolen hlavou státu až do dalších voleb plánovaných na rok 2024.